# Capnia petila
Capnia petila är en bäcksländeart som beskrevs av Jewett 1954. Capnia petila ingår i släktet Capnia och familjen småbäcksländor. Inga underarter finns listade i Catalogue of Life.